# Capnia yosemite
Capnia yosemite är en bäcksländeart som beskrevs av Nelson, C.R. och Baumann 1987. Capnia yosemite ingår i släktet Capnia och familjen småbäcksländor. Inga underarter finns listade i Catalogue of Life.